# 陈羽凡
陳羽凡（1975年11月18日—），原名陳濤，因跟通缉犯陳濤同名而改名羽凡。出生於北京，為中國男子音樂組合羽·泉成員，擔任主唱、吉他手。

## 个人生活
- 1993年 陈羽凡因突如其来罹患肝病，被迫退学，前途一度迷茫，直到听到Beyond歌曲，才燃起对音乐的热爱。
- 1994年 陳羽凡正式從事音樂事業，學習音樂創作及演唱[3]。
- 1996年3月 為歌手趙飛創作單曲《等待一場冬雪下》。
- 1996年7月 參加拍攝電視劇《北京夏天》，並創作主題曲《在你身邊有個我》，插曲《不要丟下我》《難道你真的沒有感覺到》及《我要飛》。
- 1997年5月 為歌手馮敏創作專加劇主打歌《嘗度抱抱我》。
- 1997年10月 為李小雙創作了《緣盡情未了》及《讓我伴你走一生》。
- 1998年 其與胡海泉組合，同年11月17日簽約滾石唱片，羽泉誕生。
- 2001年 成立北京凡人文化傳播有限公司，擔任公司總裁。
- 2004年 羽泉離開滾石唱片，簽約華誼音樂。
- 2005年12月16日 其與白百何結婚。
- 2007年1月27日 羽泉在寧波舉行2007年首場演唱會，正式拉開羽泉黃金十年全國巡迴演唱會的序幕。
- 2008年，羽泉獲得第十五屆東方風云榜十五週年東方風雲人物，第十五屆中國歌曲排行榜內地年度傳媒推薦人。
- 2008年，白百何生下一子。[4]
- 2009年，離開華誼兄弟，與胡海泉一起成立北京巨匠文化發展有限公司。
- 2011年，擔任2011年第一季激情唱響導師。
- 2015年6月，加盟東方衛視節目《加油美少女》，擔任鑽石導師。
- 2015年，其與白百何離婚，但兩人為了他們的孩子而未有公布此事，2017年才发视频称2年前已离婚，也未在视频中出示离婚证等（2015年1月9日还播出了二人以夫妻身份作为飞行嘉宾录制的综艺《奔跑吧兄弟》）。
- 2017年11月18日 20周年巡演啟動。[5][6]
- 2017年，陳羽凡與胡海泉宣布演唱會廠牌LiveMaker“音樂人生，現場製造”成立，將形成從藝人包裝推廣、演唱會內容製作到主辦投資運營一體化的完整演唱會產業生態鏈。
- 2018年10月-11月，参加《蒙面唱将猜猜猜 (第三季)》。
- 2018年11月26日，陳羽凡因吸毒被警方拘留[7]，之后经纪公司就此事发表致歉信[8]。同时受此事件影响，原定于12月25日在北京工人体育馆举行的羽·泉演唱会也被取消[9]。12月4日，陈羽凡因被认定吸毒成瘾，被北京市石景山区公安分局责令接受社区戒毒三年[10]。
- 2021年9月21日，有媒體曝光拍攝到了陳羽凡現身某足球俱樂部踢球，女友何時珍也陪伴在旁，兩人看起來感情很穩定。

## 吸毒事件
2018年11月26日，北京石景山警方根據群眾舉報，在市內一處屋苑當場抓獲兩名涉毒違法人士，包括有43歲的男歌手陳濤（即陳羽凡）及25歲的姓何無業女子。警方同時在現場起獲7.96克冰毒及2.14克大麻。
2018年12月4日，陈羽凡被认定吸毒成瘾，石景山分局责令其接受社区戒毒三年，其社区戒毒时间为2018年12月17日至2021年12月16日。

## 音乐作品

### 为其他歌手创作作品
- 1996年，赵飞 《等待一场冬雪下》；
- 1996年，《北京夏天》主题曲与插曲《在你身边有个我》、《不要丢下我》、《难道你真的没有感觉到》、《我要飞》；
- 1997年，冯敏 创作专辑主打歌；
- 1997年，李小双《让我伴你走一生》、《缘尽情未了》。

### 其他
- 1997年 京文音像公司 合辑《男人的故事》，歌曲《原谅这一回》

## 影视作品
| 播映年份 | 類型     | 片名             | 角色                 | 导演       |
| -------- | -------- | ---------------- | -------------------- | ---------- |
| 1996年   | 电影     | 北京夏天         | 涛贝儿               | 宫晓东     |
| 2000年   | 电视电影 | 如果没有爱       | 客串                 | 张元       |
| 2002年   | 电视剧   | 壮志雄心         | 球员（友情客串）     |            |
| 2005年   | 电影     | 独自等待         | 羽凡（客串）         | 伍仕贤     |
| 2006年   | 电视剧   | 与青春有关的日子 | 许逊                 | 叶京       |
| 2011年   | 电影     | 失恋33天         | 分手情侣二组（客串） | 滕华涛     |
| 2011年   | 电影     | 李献计历险记     | 村民                 | 郭帆；李阳 |
| 2012年   | 微电影   | 敢想敢為         | 陳羽凡               | 陳羽凡     |
| 2015年   | 电影     | 栀子花开         | 酒吧老板             | 何炅       |
| 2015年   | 电影     | 煎餅俠           | 客串                 | 董成鵬     |

## 外部連結
- 陈羽凡的新浪微博
- 陈羽凡在豆瓣上的资料（简体中文）